# Жюстье, Лионель
Лионе́ль Жюстье (фр. Lionel Justier; 31 августа 1956 — 12 апреля 2025) — французский футболист, играл на позиции защитника и полузащитника.

## Биография

### Игровая карьера
В 1975 году Жюстье перешёл в ПСЖ и хорошо зарекомендовал себя как игрок. Главный тренер «парижан» Жюст Фонтен сделал на него ставку как на основного игрока. Дебютировал в Лиге 1 21 декабря 1975 года в матче с «Реймсом» — ПСЖ проиграл матч 2:3. Вместе с Жаном-Марком Пилорже, Франсуа Бриссоном и Тьерри Мореном он составил группу молодых дебютантов, ставших известными как «Четыре мушкетёра». Всего во всех турнирах сыграл за «парижан» 57 матчей и забил 7 голов.
В 1978 году на правах аренды перешёл в «Париж». В 1979 году Жюстье перешёл в «Брест», за который играл в течение трёх сезонов. В составе «пиратов» он был стабильным игроком основного состава, сыграл 85 матчей и забил 4 гола. В 1982 году он перешёл в «Ним», за который играл в течение одного сезона. Затем он играл за «Ангулем», «Монсо», «Шательро» и «Бове». Завершил карьеру в 1989 году.

### Смерть
Скончался 12 апреля 2025 года в возрасте 68 лет от сердечного приступа.